# Karl Hanke
Karl Hanke (ur. 24 sierpnia 1903 w Lubaniu, zm. 8 czerwca 1945 w Neudorfie) – niemiecki polityk, wojskowy i młynarz, kolejno osobisty sekretarz Goebbelsa, poseł do Landtagu i Reichstagu z ramienia NSDAP, wiceprezes Izby Kultury Rzeszy, gauleiter Dolnego Śląska, w ostatnich dniach wojny następca Himmlera jako Reichsführer-SS (dowódca Schutzstaffel) i zwierzchnik Ordnungspolizei, zbrodniarz wojenny.

## Życiorys
Karl Hanke urodził się w Lauban (obecnie Lubań) jako syn inżyniera kolejowego. Jego starszy brat zginął podczas I wojny światowej. Karl był podczas tej wojny zbyt młody, by służyć w wojsku, jednak w latach dwudziestych jako Zeitfreiwilliger (czasowy ochotnik) odbył służbę w 19 Pułku Piechoty Reichswehry we Frankfurcie nad Odrą.
Hanke otrzymał wykształcenie w szkole młynarskiej w Dippoldiswalde w Saksonii i po roku przerwy, który spędził pracując w warsztacie kolejowym, pracował w młynarstwie od 1921 do 1926. W 1928 ukończył w Berufspädagogisches Institut w Berlinie studia, które dały mu uprawnienia do uczenia młynarstwa.
1 listopada 1928 wstąpił do NSDAP jako Amtswalter. W 1929 zgłosił się do rezerwy Sturmabteilung (SA). W 1930 awansował na Strassenzellenleitera i później na Sektionsführera w Berlinie. Po wyrzuceniu z pracy w państwowej szkole ze względu na swoje zaangażowanie polityczne Hanke zaczął pracować na pełny etat w partii. W 1931 został Kreisleiterem Westendu, a od 1 kwietnia 1932 osobistym sekretarzem Josepha Goebbelsa w Ministerstwie Propagandy Rzeszy i kierownikiem Głównego Biura w Dyrekcji Propagandy Rzeszy NSDAP (Reichspropagandaleitung der NSDAP). Również w kwietniu 1932 został delegatem NSDAP do Landtagu, a później także do Reichstagu z okręgu poczdamskiego, którą to pozycję piastował aż do końca wojny.
W ramach kontynuacji swojej kariery wstąpił do Allgemeine SS w 1934, służąc w 6. SS-Standarte. W 1937 został wiceprezesem Izby Kultury Rzeszy.
W przededniu wybuchu II wojny światowej, w okresie romansu Goebbelsa z gwiazdą kina czeskiego Lidą Baarovą, Hanke został bliskim przyjacielem Magdy Goebbels. Ostra interwencja Hitlera spowodowała zakończenie obu romansów i koniec ministerialnej kariery Hankego.
W 1939 zgłosił się na ochotnika do służby wojskowej. We wrześniu i październiku służył w 3 Dywizji Pancernej w Polsce, w maju i czerwcu 1940 w 7 Dywizji Pancernej we Francji (słynna „Dywizja Duchów” pod generałem Rommlem). Tam też otrzymał Krzyż Żelazny pierwszego i drugiego stopnia oraz był rekomendowany do Krzyża Rycerskiego. Opuścił armię w 1941 w stopniu porucznika.
W 1941 został gauleiterem Dolnego Śląska z osobistego rozkazu Hitlera. Rok później Heinrich Himmler awansował go na Gruppenführera SS. Podczas rządów Hankego z jego rozkazu straconych zostało w stolicy prowincji ponad tysiąc osób, przez co zyskał sobie przydomek kata Breslau.
20 stycznia 1945 ogłosił Wrocław twierdzą. Kobiety i dzieci pieszo, w 20-stopniowym mrozie, musiały opuścić miasto, a wszyscy mężczyźni między 16 i 60 r.ż. podlegali służbie wojskowej. Potem postanowił utworzyć pas startowy o szerokości 300 m i długości 1500 m w centrum miasta  po wysadzeniu budynków. Hitler żąda tego, aby do twierdzy można było przewieźć żołnierzy i materiały. Do niwelacji terenu skierowano także dzieci, chłopcy od 10, dziewczynki od 12 lat.
29 kwietnia 1945 otrzymał stopnie Reichsführera-SS i Chef der Deutschen Polizei jako dowódca SS i Ordnungspolizei w miejsce Heinricha Himmlera, którego Hitler uznał za zdrajcę. Przebywał w Festung Breslau niemal do samego zdobycia miasta przez Armię Czerwoną. Rankiem 6 maja (około godziny 5:30) uciekł z miasta zarekwirowaną awionetką typu Storch. Maszyna została trafiona w zbiornik paliwa i musiała awaryjnie lądować. Naprawiono ją koło lotniska w Mirosławicach i Hanke z pilotem skierowali się do Świdnicy na tamtejsze lotnisko Luftwaffe.
Dalsze losy Hankego są niejasne. Prawdopodobnie przesiadł się w Świdnicy na inny samolot, który rozbił się w Kraju Sudetów. Hanke przeżył i przyłączył się do Dywizji „Horst Wessel”, z którą prawdopodobnie trafił do niewoli, po czym został zabity podczas próby ucieczki z miejsca internowania lub osadzenia przez czeskich wartowników pod Chomutovem .

## Awanse
Źródło:
- SS-Anwärter – 1934
- SS-Sturmbannführer – 1934
- SS-Obersturmbannführer – 1935
- SS-Brigadeführer – 1941
- SS-Gruppenführer – 1942
- Reichsführer-SS – 29 kwietnia 1945